# Poyales del Hoyo
Poyales del Hoyo es un municipio de España perteneciente a la provincia de Ávila, en la comunidad autónoma de Castilla y León. En 2024 contaba con una población de 487 habitantes. Abarca un término municipal de tan solo 338 hectáreas, poco más de 3 km², lo que le convierte en uno de los municipios con menos término municipal de todo el territorio nacional. Forma parte de la comarca de Arenas de San Pedro.

## Geografía
El pequeño término municipal constituye un enclave dentro del municipio de Arenas de San Pedro; está situado en la provincia de Ávila, relativamente cerca de las provincias de Cáceres, Toledo, dentro del valle del río Tiétar y en la falda de la sierra de Gredos, que forma parte del Sistema Central. Se encuentra a 93 km de distancia de la capital de la provincia, Ávila. La localidad está situada a una altitud de 548 m sobre el nivel del mar.
| Noroeste: Arenas de San Pedro | Norte: Arenas de San Pedro | Noreste: Arenas de San Pedro |
| Oeste: Arenas de San Pedro    |                            | Este: Arenas de San Pedro    |
| Suroeste: Arenas de San Pedro | Sur: Arenas de San Pedro   | Sureste: Arenas de San Pedro |

Toponimia

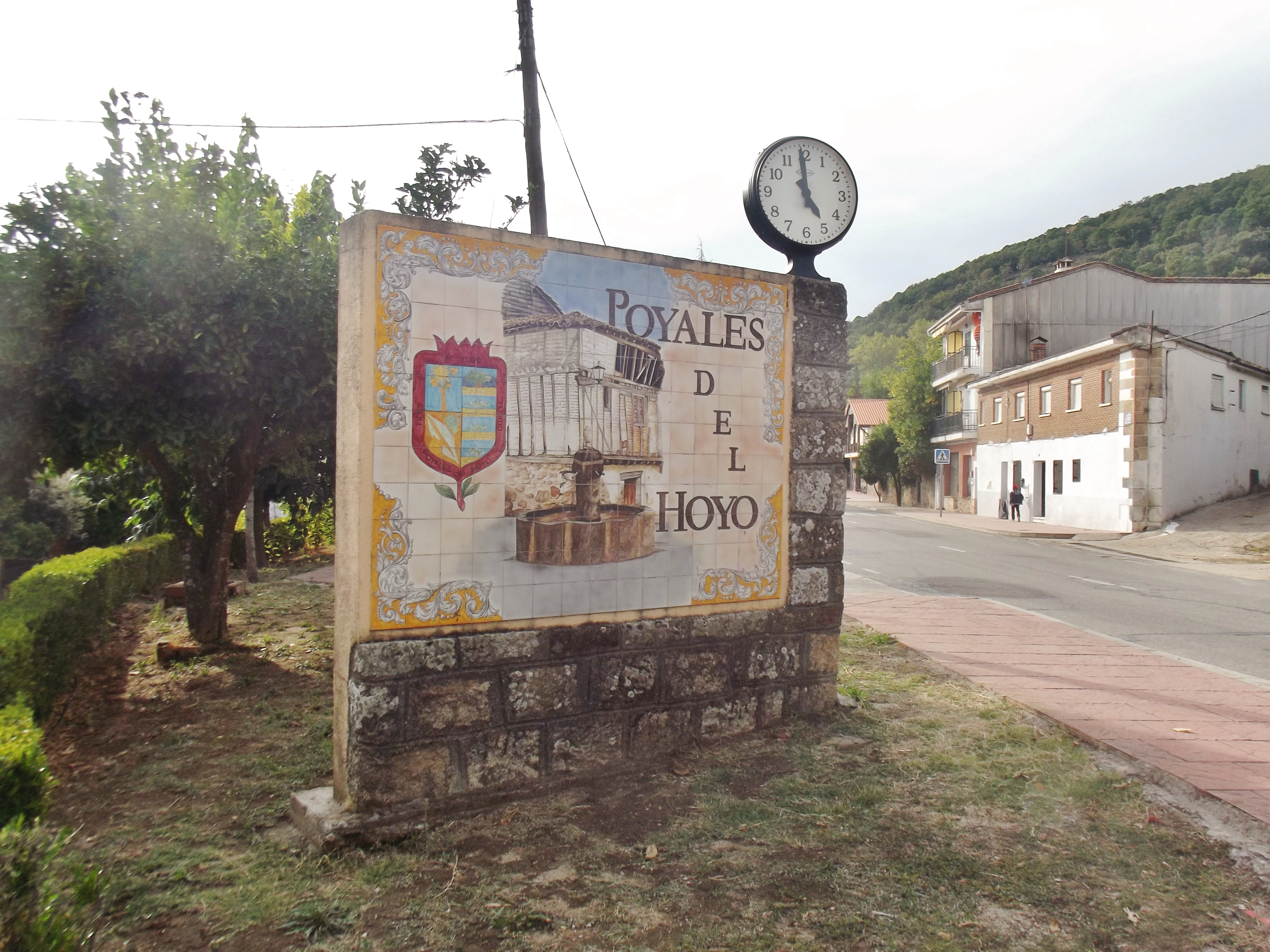
Mural cerámico con el nombre de la localidad

El topónimo Poyales es un derivado en -al del común castellano poyo del latín pŏdiu, «cerro, colina, alto» (catalán puig, francés puy etc.). Compárese Poyales (La Rioja), Loma de los Poyales (Cádiz), Los Poyales (Ávila). Salvando los detalles fonéticos, la forma es igual en los topónimos catalanes del tipo Pujals dels Cavallers (Cornellá del Terri, Gerona), etc. El término base aparece en El Poyo del Cid (Teruel), Poyotello (Santiago-Pontones, Jaén). Debe de pertenecer al mismo grupo etimológico Poyatos (Cuenca), a partir de un supuesto *pŏdiātos, pero la falta de sonorización de /t/ intervocálica parece exigir un origen mozárabe, lo que en principio parece posible.

## Historia
En la Baja Edad Media existían dos pequeños núcleos de población dependientes de Arenas de San Pedro, llamados El Hoyo y Ojaranzos siendo el principal El Hoyo, de donde procede el gentilicio de joyancos, y no hoyanos ya que la letra h evoluciona y es "aspirada".
En esta época estaba muy extendido el cultivo del lino, que era de excelente calidad y consecuentemente muchos topónimos de la zona, incluido el nombre de Poyales, proceden del proceso de dicho cultivo (como Los Enriaderos, Las Eras, etc).[cita requerida] El residuo de las gárgolas del lino una vez machacadas se denomina "poya" y los montones de residuos, poyales. Al bajarse los habitantes de El Hoyo, huyendo de epidemias, y crear otro núcleo de población, alrededor de la Casa Poyal, se denominó Aldeanueva de los Poyales del Hoyo y en 1658, reinando Felipe IV, obtiene el título de Villa de Poyales del Hoyo, separándose de la jurisdicción de Arenas de San Pedro.

### Tierras
El título y la jurisdicción la obtiene con el fin de poder administrar justicia, pues debido a las nieves y las crecidas del río Arbillas, muchos delitos se quedaban sin juzgar. Tal vez por error administrativo, falta de jurisprudencia en estos asuntos o por estar pendiente de resolver el Proindiviso existente entre Arenas de San Pedro y Candeleda, no se le concedió territorio y es la causa de tener una jurisdicción tan exigua.

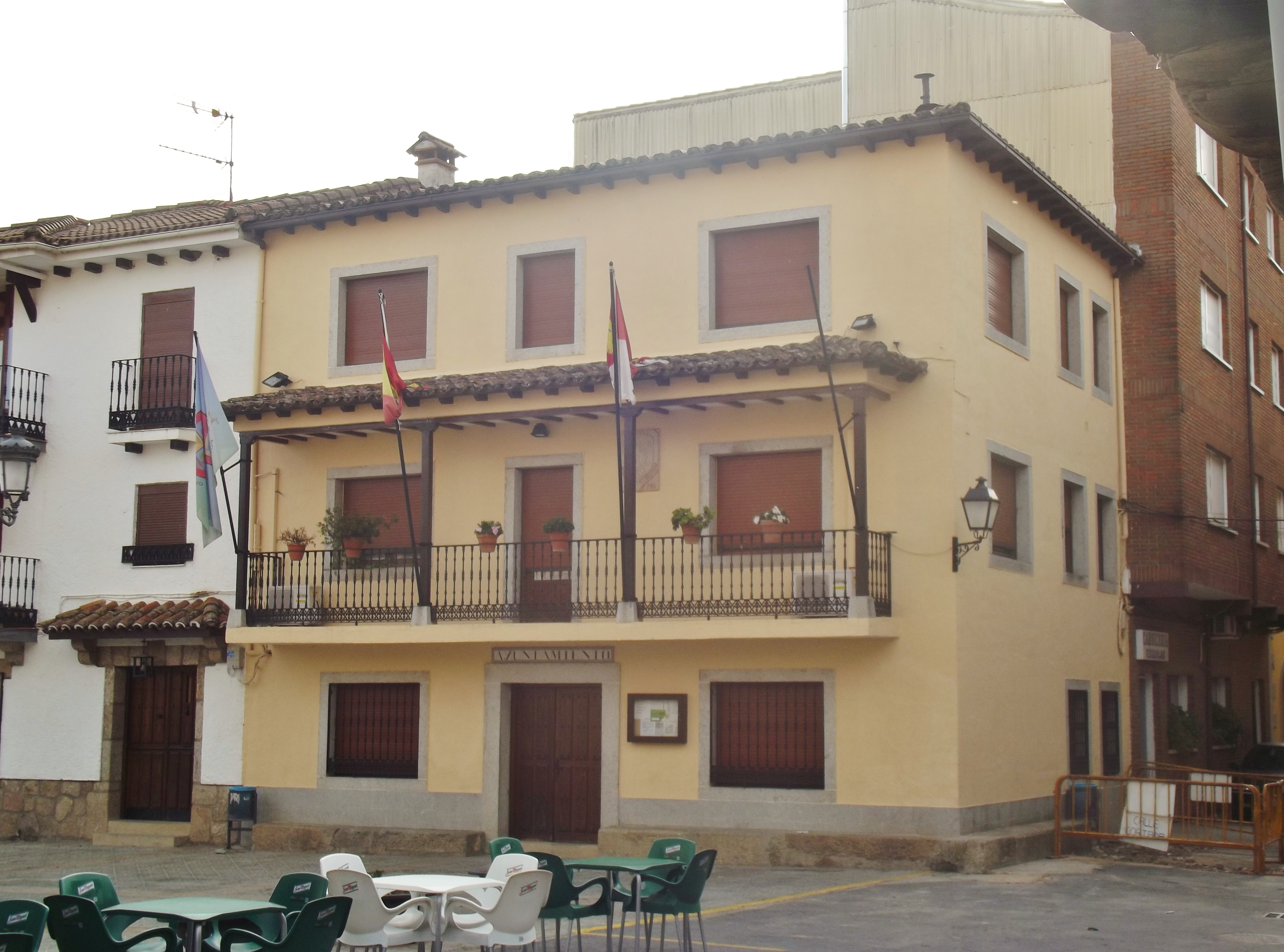
Casa consistorial

A pesar de encontrarse al lado de un territorio sin dividir entre los pueblos de Candeleda y Arenas de San Pedro, de 8000 hectáreas y denominado "Proindiviso", el Ayuntamiento de Poyales del Hoyo mantiene desde el siglo XV su reclamación sobre estos territorios, de los que los habitantes de Poyales del Hoyo pagan contribución a Arenas de San Pedro y Candeleda.

### SigloXIX
A mediados del siglo XIX, el lugar contaba con una población censada de 1031 habitantes. La localidad aparece descrita en el decimotercer volumen del Diccionario geográfico-estadístico-histórico de España y sus posesiones de Ultramar de Pascual Madoz de la siguiente manera:

POYALES DEL HOYO: v. con ayunt. de la prov. y dióc. de Avila (11 leg.), part, jud. de Arenas de San Pedro (2), aud. terr. de Madrid (25), c. g. de Castilla la Vieja (Valladolid 35): sit. en la vertiente meridional de las elevadas montañas de Gredos; la combaten en particular los vientos E. y O; el clima es mediano y sus enfermedades mas comunes tercianas y cuartanas. Tiene de 520 á 550 casas de inferior construccion; la del ayunt. en mal estado; cárcel; escuela de primeras letras comun á ambos sexos, á la que concurren 60 á 70 niños, y 30 á 40 niñas, dotada con 1,100 rs. y 1 igl. parr. (Ntra. Sra. de Gracia) con curato de primer ascenso y provision ordinaria); en los afueras de la pobl. y en paraje que no ofende la salud pública, se encuentra el cementerio, y los vec. se surten de aguas para sus usos de las de 4 fuentes que hay tocando á las casas, y de otras varias esparcidas por el term., este confina N. Hoyos del Espino; E. Arenas de San Pedro y Pedro Bernardo; S. Navalcan y Parrillas, y O. Candeleda; comprende un monte de encina llamado del Rincon, algunos robles y castaños; bastante viñedo y olivares, y diferentes prados con regular pasto; le atraviesan dos gargantas tituladas Arbillas y Muelas, que desembocan en el Tajuña  [sic]. El terreno escabroso en su mayor parte, es de mediana calidad, teniendo una hermosa vega buena y feraz. caminos: los que dirigen á los pueblos limítrofes en mal estado: el correo se recibe en la cab. del part. tres veces á la semana. prod.: trigo, centeno, garbanzos, vino, aceite, lino, judias, patatas, algo de frutas y pimiento en abundancia; mantiene ganado lanar, cabrío, vacuno y de cerda; cria caza de conejos, perdices y corzas, y pesca de truchas, anguilas y barbos. ind.: la agrícola y unos 11 molinos harineros y de aceite, que particularmente se ocupan en moler pimiento. comercio: 3 tiendas de paños bastos, algodones y pañolería; esportacion de pimiento, aceite y algo de vino, é importacion de granos. pobl.: 402 vec., 1,032 alm. cap. prod.: 1.445,500 rs. imp.: 57,820. ind. y fab.: 15,400. contr.: 29,235 rs. con 31 mrs. El presupuesto municipal asciende de 6,500 á 7,000 rs., que se cubren con los prod. de romana y cuartilla, y el déficit por reparto vecinal.
(Madoz, 1849, p. 182)

### Memoria histórica en Poyales
Durante la guerra civil española el pueblo, como muchos otros, sufrió las consecuencias de la guerra. Tras fracasar el golpe de Estado del 17 y 18 de julio de 1936 llevado a cabo por una parte del ejército contra el gobierno de la Segunda República Española, el país está en una situación de caos. En Poyales del Hoyo el templo parroquial fue incautado destinándose como cárcel del pueblo, y el 8 de agosto, tras sufrir vejaciones y torturas, es asesinado Ismael Santos, párroco de Poyales. Ese mismo día matan también, tras romperle ambos brazos, a Eloy Garrido Hernández, jornalero de 27 años.[cita requerida] Cerca de treinta personas mueren a manos de milicianos de izquierda procedentes de Candeleda y el mismo Poyales, ante la pasividad del alcalde, hasta el día 8 de septiembre, día en que el pueblo cae en poder de las tropas sublevadas. Algunos quieren ver un "milagro" al tratarse del día de la patrona, la Virgen de Gracia.[cita requerida]
Sin embargo, el crimen más famoso y polémico se produce en la noche del 29 de diciembre de 1936, en la Sierra de Gredos entre los pueblos de Candeleda y Poyales del Hoyo. Tres mujeres: Virtudes de la Puente Pérez (53 años), Pilar Espinosa Carrasco (43 años) y Valeriana Granada (26 años y embarazada de varios meses) fueron paseadas y asesinadas allí. Sus cuerpos fueron abandonados primero y posteriormente sepultados en una fosa común en ese mismo lugar. Según se dice, fueron víctimas del líder local Ángel Vadillo del partido de extrema derecha Falange Española, apodado el Quinientos Uno (según dicen los vecinos eran los rojos que había conseguido abatir).
Valeriana había sido la amante de un marido, cuya esposa convenció a los falangistas para que la fusilaran. Pilar y Virtudes eran simpatizantes del bando leal al gobierno de la República. Pilar era de las pocas personas que sabían leer en la zona, estaba subscrita al diario El Socialista. Virtudes era además protestante. Era un fiel reflejo de lo que el líder sublevado Francisco Franco llamaba la cruzada nacional católica.
Además compartieron fosa común: Tomasa de la Peña (62 años), Régulo Martín (36), Francisco Martín (69), Ceferino Gómez (82), Benjamín Gómez (24, hijo de Ceferino y Tomasa), Tomás Retamal (32) y Emilio García (34).
En los años 1990, al realizar una reforma de la fachada de la iglesia y poner el porche actual, se arranca y destruye el mosaico de azulejos que rendía homenaje a los caídos del bando franquista y que se encontraba en la fachada de la iglesia. Años después se trasladan los restos de once de ellos desde el "patio del cura" a una fosa común en el cementerio municipal.
La Asociación para la Recuperación de la Memoria Histórica (ARMH) exhumó los restos de las tres mujeres en 2002 y en junio de 2010 fueron reunidas en un panteón del cementerio de Poyales del Hoyo junto con otras siete víctimas recuperadas de una fosa común a un kilómetro de Candeleda.
La entonces alcaldesa, Damiana González, del Partido Popular, se opuso a ceder un espacio en el cementerio. Sin embargo, debido a las presiones al final cedió. Incluso The New York Times recogió el momento. La alcaldesa Damiana era la sobrina del Quinientos Uno. Era la primera vez que un testigo directo de las ejecuciones asistía a una exhumación.
El monolito, sito en la localidad de Candeleda, que recuerda a las tres mujeres asesinadas en diciembre de 1936, fue profanado la misma noche de las elecciones municipales de España de 2011.
El nuevo alcalde del pueblo Antonio Cerro, también del PP, el 30 de julio de 2011 ordenó abrir el panteón, retirar los cuerpos que allí descansaban e inhumarlos de nuevo en la fosa común del propio cementerio situada a escasos cinco metros, sin el permiso ni la presencia de los descendientes; y sin ninguna referencia a sus nombres o las fechas en que fueron asesinadas. Sin embargo la versión del alcalde es distinta, él afirma que sí avisó y que lo hizo sin ninguna intención ofensiva.
El conflicto durante los primeros días de agosto de 2011 entre los descendientes y distintos simpatizantes de los distintos bandos de la guerra civil ha sido foco de atención de los principales medios informativos del país.

## Demografía
Poyales del Hoyo cuenta con una población de 487 habitantes (INE 2024).
| Gráfica de evolución demográfica de Poyales del Hoyo entre 1842 y 2021                                                |
| |
| Población de derecho según los censos de población del INE. Población de hecho según los censos de población del INE. |

## Economía
En lo referente a la agricultura destaca por su producción de higos, aceite de oliva y, especialmente, por la apicultura. También se ha recuperado la actividad alfarera en un taller de creación de loza decorada.

## Monumentos y lugares de interés

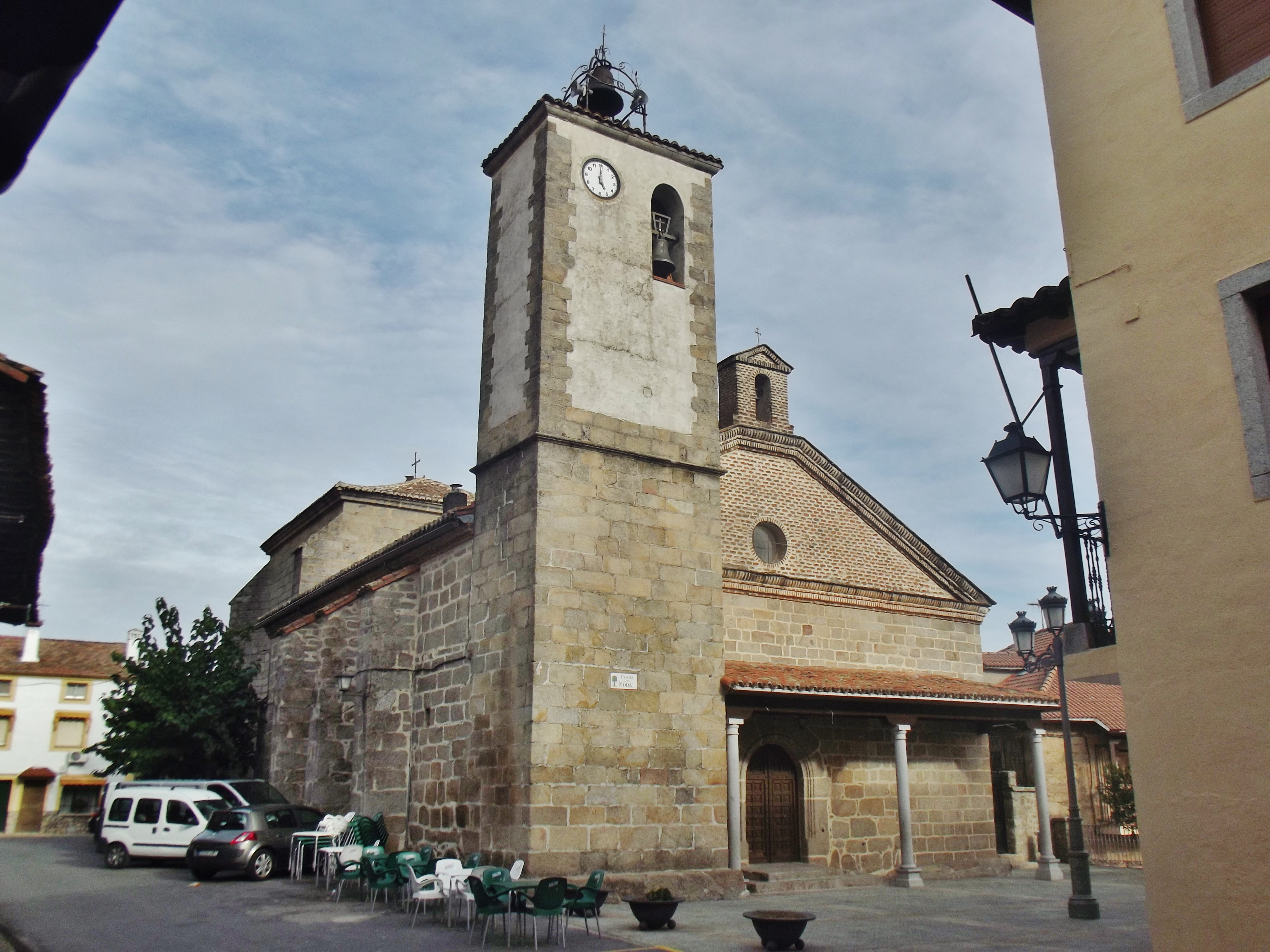
Iglesia de Nuestra Señora de Gracia

Tiene dos ríos, Arbillas y Muelas, siendo el primero el más caudaloso y frecuentado en verano. Su iglesia “Nuestra Señora de Gracia” es su construcción más destacada, se sitúa en la plaza central y tiene una cabecera de estilo gótico. Destaca su museo "Abejas del Valle" pionero en su forma de mostrar la vida de las abejas, cuenta con impresionantes colmenas colgadas del techo. Otros sitios de interés son sus talleres artesanos y el Museo del Juguete "Gigantea".

## Cultura
Sobre este hecho en Poyales se ha escrito una obra de teatro, estrenada en Madrid y representada en varias ciudades del país, titulada Soliloquio de Grillos,obra de Juan Copete. Basada en esta obra se rodó una película, La Luna Ciega, del director extremeño Pablo Nacarino Hernández, con los actores extremeños José Vicente Moirón, Olga Lozano y Ana Trinidad, entre otros, así como el artista Pablo Viña, conocido por su papel en la serie de Televisión Española Amar en tiempos revueltos.
El escritor inglés Giles Tremlett, corresponsal de los periódicos The Guardian y The Economist, abrió su libro traducido a cinco idiomas España ante sus fantasmas con un capítulo entero recontando los acontecimientos de las tres mujeres en Poyales. También se valió de un capítulo entero en el libro Las Fosas de Franco, de Emilio Silva.

### Fiestas
Festividades religiosas:
- Las Luminarias de San Sebastián, 20 de enero, con sus típicos toros de fuego.
- La Virgen de Gracia el 15 de agosto.